# کازانکا (شهرستان آرخانگلسکی، باشقیرستان)
کازانکا (به لاتین: Kazanka) یک منطقهٔ مسکونی در روسیه است که در باشقیرستان واقع شده‌است.